# Kiyoharu
Kiyoharu Mori (森清治, Mori Kiyoharu), conhecido exclusivamente por Kiyoharu (清春) (Tajimi, 30 de outubro de 1968) é um cantor, músico e designer japonês. Ele é conhecido por ser frontman das bandas Kuroyume e Sads e é considerado uma grande influência na cena visual kei do Japão. Em 2004, iniciou carreira solo onde também toca guitarra, e produziu músicas tema de animes como The Wallflower ("Slow") e Blade of the Immortal.
Fora da indústria musical, administra sua marca de roupas Moonage Devilment. Também é dono de um open bar em Roppongi, Tóquio.

## Carreira musical

### 1989–1999: Início e Kuroyume
Kiyoharu começou a carreira musical no segundo ano do ensino médio, quando entrou em uma banda cover de The Williard. Já sua primeira banda autoral chamava-se Double Bed e por volta de 1989, esteve na banda Sus4, onde Hitoki, baixista do Kuroyume, era roadie. Os dois se juntaram a banda Garnet de 1990 a 1991 e então a deixaram para formar o Kuroyume. Kuroyume se tornou uma das bandas mais influentes da cena visual kei, comparável a X Japan e Luna Sea segundo o Allmusic, vendendo mais de 5 milhões de discos no total.
Kuroyume entrou em um hiato inesperado 29 de janeiro de 1999. Exatamente dez anos depois, em 2009, a dupla cessou-o e fez uma apresentação de encerramento Nippon Budokan. Porém, no ano seguinte anunciou sua reativação oficial, lançando dois álbuns de estúdio até retornar a inatividade em 2015. Em 2025 farão um show único em Tóquio.

### 1999–2003: Sads e Fullface
Após a separação do Kuroyume em 1999, o cantor imediatamente formou o Sads. Neste mesmo ano participou do primeiro álbum de tributo ao guitarrista hide, Hide Tribute Spirits, com Shoji, na faixa "Beauty & Stupid". O Sads alcançou primeira posição na Oricon com seu segundo álbum de estúdio, Babylon (2000) e o single "Bōkyaku no Sora" se tornou um hit. Kiyoharu disse que logo após formar o Sads, ele sentiu uma sensação de vazio, que cessou com o lançamento de Babylon. Ele também afirmou que o Sads foi "a banda mais intensa que eu já fiz". Em 2001 Kiyoharu abriu sua própria gravadora, a Fullface Records, que promoveu bandas como Merry.
O baterista Eiji Mitsuzono anunciou sua saída do Sads em 2003, levando a banda a entrar em hiato indefinido. Eles voltaram junto com o Kuroyume em 2010 e entraram em hiato novamente em 2018. Retornarão em 2024 com três shows no Japão.

### 2004–presente: Carreira solo
Kiyoharu decidiu tornar-se artista solo com a dissolução do Sads em 2003, lançado primeiramente o DVD Aurora no mesmo ano. No ano seguinte lançou seu álbum de estreia, Poetry, onde colaborou com vários artistas, como Morrie, Sugizo e Ken. A musicalidade da sua carreira solo se tornou mais melódica do que o estilo punk do Sads e do Kuroyume. Também apresentou a abertura do show de David Bowie no Japão. Em 2005 lançou mais dois álbuns: Mellow em março e Kanno Boogie em dezembro. Também participou do primeiro álbum de tributo ao Buck-Tick, na faixa "Just One More Kiss". O quarto álbum, Vinnybeach ~Kakuu no Kaigan~, foi lançado em 2006 e contou com duas canções na trilha sonora do anime The Wallflower: "Slow" como abertura e "Carnation" como encerramento. A autora do mangá admitiu ser uma grande fã do cantor. No ano seguinte lançou o álbum Forever Love, em homenagem ao seu pai, que veio a falecer. Lançou dois mini álbuns de regravações, Light ~saw the light and shade~ e Shade ~saw the light and shade~ em 2008. Diante do encerramento oficial do Kuroyume em 2009, o cantor lançou o álbum solo de regravações do Kuroyume Kuroyume SELF COVER ALBUM『MEDLEY』 em 28 de janeiro.
Todavia em 2010, ele anunciou a reativação oficial do Kuroyume e do Sads, lançando álbuns como Kuro to Kage (2014, Kuroyume) e The 7 Deadly Sins (2010, Sads), por exemplo. As duas bandas seguiram em atividade junto com sua carreira solo. Em 23 de maio de 2012 ele lançou o single "Ryuusei/the sun", onde Inoran, guitarrista do Luna Sea, participou do videoclipe da canção "The Sun". O álbum Under the Sun estava programado para ser lançado em 10 de outubro, mas foi adiado para 7 de novembro devido a atrasos na produção. Participou do álbum de tributo ao Dead End, uma das bandas que mais o influenciaram, em 2013. Seus quatro primeiros álbuns de estúdio solo foram remasterizados e relançados com faixas bônus em novembro de 2014. Em 2015 iniciou a série de shows acústicos Monthly Plugless Mardi Gras.
Em 30 de março de 2016 estreou seu oitavo álbum de estúdio solo, Soloist. Em 2017 participou do álbum de Sugizo, Oneness M, na faixa "Voice". Também participou do álbum de tributo a D'erlanger com um cover de "Sadistic Emotion", e em 16 de setembro participou do festival da banda Abstinence's Door #009. No ano seguinte lançou seu nono álbum, o poético Yoru, Carmen no Shishuu.
Em 2019, o músico se transferiu para a Pony Canyon e lançou um álbum de regravações. Japanese Menu/Distortion 10, o décimo álbum, foi lançado em março de 2020. A canção "Survive of Vision" foi usada como tema de abertura do anime Blade of the Immortal. Em 30 de outubro, no dia de seu aniversário de 52 anos, lançou sua primeira autobiografia. O objetivo inicial era lançá-la em seu aniversário de 50 anos. Para se recordar dos fatos precisamente, ele consultou sua própria página na Wikipédia.

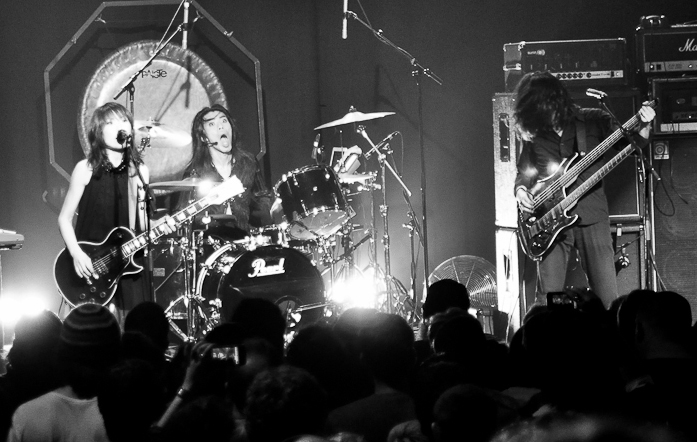
Em 2024 a banda de rock Boris (imagem) se apresentou na Austrália com Kiyoharu, pouco antes de participar da turnê japonesa do cantor.

Kiyoharu anunciou o lançamento de uma trilogia de singles produzidos por Taiji Sato em 2021, começando com "Gaia" em outubro, seguido por "Regret" e "L". Em setembro de 2023 foi anunciado o seu 11° álbum de estúdio, Eternal, inicialmente marcado para 8 de novembro, adiado para o dia 29 e depois adiado indefinidamente por conta de atrasos na produção. Em 9 de fevereiro de 2024 foi lançado o single promocional do álbum "Saint" e sua data de lançamento oficial foi anunciada, 20 de março de 2024. Dessa vez, o álbum seria lançado pela Yamaha.
A banda de rock Boris fez uma turnê pela Austrália com Kiyoharu em março de 2024. O cantor foi ato de abertura de cinco dos seis shows e esta será a primeira apresentação dele no país. Em comemoração aos 30 anos desde sua estreia em uma grande gravadora, Kiyoharu anunciou a grande turnê no Japão Tenshi no Uta - Never End Extra, que conta com vários shows solo, shows em conjunto com o Boris, três shows do Sads e um show do Kuroyume como encerramento, marcando o retorno das duas bandas desde o hiato. Ela começou em março de 2024 e irá até fevereiro de 2025.

## Carreira como designer
Kiyoharu também é modelo e designer, possuindo sua própria marca de moda chamada Moonage Devilment, além de colaborar com marcas como Justin Davis e Chrome Hearts. Em 2015, a marca abriu sua primeira loja oficial em Shibuya chamada Mardi Gras. A loja também vende produtos das marcas que ele colabora, como a Black Moral do the GazettE.

## Vida pessoal
Kiyoharu Mori (森清治, Mori Kiyoharu) nasceu em 30 de outubro de 1968 na cidade de Tajimi, província de Gifu. Ele é o filho mais velho de três irmãos e frequentou o ensino médio na Escola Técnica de Tajimi cursando design. Após se formar no ensino médio, conseguiu um emprego em uma fábrica e dois anos depois foi considerado apto por seu pai para trabalhar na fábrica dirigida por ele. Depois de um ano, deixou o emprego para se concentrar na sua carreira musical.
Em 1998, o cantor se casou, porém a identidade de sua esposa não foi revelada. Ele tem duas filhas, sendo Yuki a mais velha e a mais nova Shion.
Ele e Hyde possuem uma relação próxima desde o início de suas carreiras até hoje, tocando em diversos eventos e até aparecendo juntos em uma edição da revista Shoxx. O músico também tem uma relação próxima com Takanori Nishikawa, Sugizo, Morrie, Ruki, entre outros.

## Influência
Kiyoharu e suas respectivas bandas são considerados uma grande influência na cena visual kei do Japão. O visual, estilo e carisma de Kiyoharu foi citado como influência por diversos músicos como Kyo do Dir en grey, Ruki do The Gazette, Mao do SID, Gara do Merry, Hazuki do lynch. e Jojo do The Gallo.

### Influências
O músico afirma que seu estilo vocal foi inspirado principalmente pelo vocalista Morrie do Dead End e sua musicalidade inspirada por Jun do The Williard. Outras bandas e artistas que o marcaram são The Street Slider, Gastunk, Asylum e Masahide Sakuma.

## Discografia
Álbuns de estúdio
| Título                       | Detalhes                | Posição na Oricon |
| ---------------------------- | ----------------------- | ----------------- |
| Poetry                       | 8 de março de 2004      | 11                |
| Mellow                       | 3 de março de 2005      | 10                |
| Kanno Boogie                 | 7 de dezembro de 2005   | 20                |
| Vinnybeach ~Kakuu no Kaigan~ | 12 de julho de 2006     | 17                |
| Forever Love                 | 14 de novembro de 2007  | 22                |
| madrigal of decadence        | 29 de julho de 2009     | 15                |
| Under the Sun                | 7 de novembro de 2012   | 20                |
| Soloist                      | 30 de março de 2016     | 13                |
| Yoru, Carmen no Shishuu      | 28 de fevereiro de 2018 | 19                |
| Japanese Menu/Distortion 10  | 25 de março de 2020     | 27                |
| Eternal                      | 20 de março de 2024     | 20                |

EPs
| Título                          | Detalhes               | Posição na Oricon |
| ------------------------------- | ---------------------- | ----------------- |
| light ~saw the light and shade~ | 10 de setembro de 2008 | 29                |
| shade ~saw the light and shade~ | 10 de setembro de 2008 | 28                |

Singles
| Título                             | Detalhes                | Posição na Oricon |
| ---------------------------------- | ----------------------- | ----------------- |
| "Emily"                            | 9 de fevereiro de 2004  | 21                |
| "Last Song ~Saigo no Uta~"         | 16 de fevereiro de 2005 | 15                |
| "Horizon"                          | 16 de março de 2006     | 10                |
| "Layra"                            | 20 de julho de 2005     | 10                |
| "Bask in art"                      | 9 de novembro de 2005   | 13                |
| "Wednesday"                        | 30 de novembro de 2005  | 26                |
| "Seiza no Yoru/Cyclamen no Kahori" | 8 de março de 2006      | 17                |
| "Kimi no Koto ga" (君の事が)       | 17 de maio de 2006      | 19                |
| "Slow"                             | 22 de dezembro de 2006  | 15                |
| "Carnation" (カーネーション)       | 13 de dezembro de 2006  | 18                |
| "Tattoo"                           | 22 de agosto de 2007    | 25                |
| "Rin'ne" (輪廻)                    | 19 de setembro de 2007  | 18                |
| "Melodies"                         | 31 de outubro de 2007   | 25                |
| "Aibu" (愛撫)                      | 23 de janeiro de 2008   | 18                |
| "Samidare" (五月雨)                | 14 de maio de 2008      | 9                 |
| "Loved"                            | 29 de outubro de 2008   | 15                |
| "Kurutta Kajitsu" (狂った果実)     | 13 de maio de 2009      | 10                |
| "Darlene"                          | 24 de junho de 2009     | 6                 |
| "Law's"                            | 13 de janeiro de 2010   | 6                 |
| "Ryuusei/the sun"                  | 23 de maio de 2012      | 21                |
| "Namida ga Afureru/Sari"           | 22 de agosto de 2012    | 18                |

Outros
- Kuroyume Self Cover Album [Medley] (28 de janeiro de 2009), posição na Oricon: 5

Participações
Tribute to Auto-Mod - Flower in the Dark (15 de junho de 1995)
Hide Tribute Spirits (1 de maio de 1999)
Parade ~Respective Tracks of Buck-Tick~ (21 de dezembro de 2005)
Tsuchiya Kohey's 25th Celebration "Get Stoned" (21 de janeiro de 2009)
Dead End Tribute -Song of Lunatics- (4 de setembro de 2013)